# XL-Airways-Germany-Flug 888T
Der XL-Airways-Germany-Flug 888T war ein Flug, bei dem die Funktionen des Airbus A320-232 D-AXLA getestet werden sollten. Bei diesem Testflug am 27. November 2008 stürzte die Maschine ins Mittelmeer, nahe Canet-en-Roussillon.
Das Flugzeug startete am Flughafen Perpignan, überflog Gaillac und kehrte in Richtung Perpignan zurück, dann stürzte die Maschine ins Wasser. Der Test fand statt, da das Flugzeug geleast war und an den ursprünglichen Besitzer zurückgegeben werden sollte. Sieben Menschen waren an Bord, zwei deutsche Piloten sowie ein Prüfer und vier Mitarbeiter der Air New Zealand. Alle sieben Insassen kamen beim Absturz ums Leben.

## Flugzeug
Der Airbus A320-232 mit dem Luftfahrzeugkennzeichen D-AXLA wurde seit Mai 2006 von der XL Airways Germany geleast. Am 1. Dezember 2008 sollte die A320 an Air New Zealand zurückgegeben werden. Einen Tag vor dem Absturz wurde das Flugzeug in die Farben der Air New Zealand umlackiert.

## Crew
Der 51 Jahre alte Kapitän hatte 12.709 Flugstunden Erfahrung, der 58 Jahre alte Copilot 11.660.

## Unfallhergang
Der Airbus startete um 14:44 Uhr zum Testflug Flug 888T (Triple Eight Tango), bei dem alle Flugsysteme getestet werden sollten. An Bord befanden sich zwei Piloten der XL Airways Germany, ein Prüfer und mehrere Mitarbeiter der Air New Zealand. Als die Piloten auf der Höhe von Bordeaux eine 360°-Wende durchführen wollten, gab der Fluglotse keine Erlaubnis dafür. Stattdessen machten die Piloten eine 180°-Wende und flogen zurück in Richtung Perpignan. Während des Landeanflugs auf den Flughafen Perpignan wollten die Piloten in etwa 3000 Fuß Höhe einen Low-Speed Stall (Strömungsabriss) durchführen. Dafür fuhren die Piloten die Landeklappen und das Fahrwerk aus. Dadurch sank die Geschwindigkeit auf 99 Knoten (180 km/h), und der Stall-Alarm wurde ausgelöst. Die Piloten gaben vollen Schub auf die Triebwerke und versuchten, die Nase nach unten zu drücken, doch das Flugzeug reagierte nicht. Der Airbus stieg dann auf eine Höhe von 3800 Fuß, und die Geschwindigkeit sank unter 40 Knoten. Die Maschine kippte über die rechte Tragfläche ab und stürzte um 15:46 Uhr mit einem Winkel von 14° bei einer Geschwindigkeit von 263 Knoten (490 km/h) in das Mittelmeer, fünf Seemeilen von Canet-en-Roussillon entfernt. Alle sieben Insassen starben.

## Unfallursache
Die Ursache für den Absturz wurde auf eine Fehlfunktion der Anstellwinkelsensoren zurückgeführt. Drei Tage vor dem Absturz wurde das Flugzeug in den Farben von Air New Zealand lackiert. Durch das ausführende Wartungsunternehmen wurde es jedoch versäumt, die Anstellwinkelsensoren vor dem Reinigen und Aufbringen der Farbe wie vorgeschrieben mit Schutzabdeckungen zu versiegeln. Das eingedrungene Wasser gefror während des Fluges, sodass die Sensoren falsche Daten anzeigten. Bei dem Low-Speed Stall stellte der Flugcomputer wegen der widersprüchlichen Daten auf Handbetrieb um, und auf der Anzeige erschien die Warnung Use Man Pitch Trim, also dass nur noch mit dem Trimrad gesteuert werden kann. Die Piloten hatten aber wohl die Warnung übersehen und versuchten, mit dem Sidestick die Nase nach unten zu drücken.
Mitursächlich war, dass die Piloten den Low-Speed Stall in einer Höhe von 3.000 Fuß statt der vorgeschriebenen 10.000 Fuß durchführten.

## In den Medien
Der Absturz wurde in der Serie Mayday – Alarm im Cockpit in der Folge Tödlicher Test, Staffel 13 – Folge 8, thematisiert.

## Ähnliche Ereignisse
- Northwest-Airlines-Flug 6231 mit einer Boeing 727 am 1. Dezember 1974
- Alas-Nacionales-Flug 301 mit einer Boeing 757 am 6. Februar 1996
- Aeroperú-Flug 603 mit einer Boeing 757 am 2. Oktober 1996
- Austral-Líneas-Aéreas-Flug 2553 mit einer Douglas DC-9 am 10. Oktober 1997
- Air-France-Flug 447 mit einem Airbus A330 am 1. Juni 2009
- Air-Algérie-Flug 5017 mit einer McDonnell Douglas MD-83 am 24. Juli 2014
- Saratov-Airlines-Flug 703 mit einer Antonov An-148 am 11. Februar 2018